# 프레드 피들러
프레드 에드워드 피들러(Fred Edward Fiedler, 1922년 7월 13일 - 2017년 6월 8일)는 20세기 산업심리학 분야의 선도적인 연구자 중 한 명이었다. 그는 심리학을 형성하는 데 기여했고 선도적인 심리학자였다.
그는 오스트리아 빈에서 빅토르와 헬가 샬링어 피들러 사이에서 태어났다. 그의 부모는 1938년 이전에 섬유 및 재단 용품점을 소유했다. 피들러는 1938년 안슐루스 직후 미국으로 이민하여 1943년에 미국 시민이 되었다. 그는 1942년부터 1945년까지 미군에서 복무했다. 그는 시카고 대학교에서 심리학을 공부하여 학사 학위를 취득했으며, 이후 1949년에 임상 심리학 박사 학위를 취득했다. 1951년, 그는 일리노이 대학교에 합류하여 심리학과의 교수가 되었다. 그는 1959년부터 1969년까지 일리노이 대학교의 그룹 효율성 연구소 소장을 역임했다.
그는 워싱턴 대학교에서 경영 심리학자였으며 심리학과와 경영대학에서 직책을 맡았다. 그는 1969년부터 1992년 은퇴할 때까지 대학에서 조직 연구를 이끌었다.
그는 이 분야가 리더의 특성과 개인적 특성에 대한 연구에서 리더십 스타일과 행동으로 전환하는 데 도움을 주었다. 1967년에 그는 리더십의 상황 모델링과 현재 유명한 피들러의 상황리더십 이론을 도입했다.
피들러의 리더십 상황 모델에 대한 연구는 특성 및 행동 이론의 실패에 대한 해답을 제공하고 리더십 역학에 대한 이해를 더했다.
그는 2017년 6월 워싱턴주에서 94세의 나이로 사망했으며, 그의 아내 주디스(1940년대 학생 시절 만났다)와 세 딸(데키 피들러, 토리 피들러, 캐롤 피들러-카와구치)이 그를 남겼다. 그의 장례식은 워싱턴 머서아일랜드에서 열렸다.